# جاجتون (نيو برونزويك)
جاجتون (بالإنجليزية: Gagetown, New Brunswick)‏ هي مستوطنة تقع في كندا في نيو برونزويك. يقدر عدد سكانها بـ 698 نسمة .

## المناخ
يظهر الجدول التالي التغييرات المناخية على مدار السنة لجاجتون:
| البيانات المناخية لـجاجتون        | البيانات المناخية لـجاجتون | البيانات المناخية لـجاجتون | البيانات المناخية لـجاجتون | البيانات المناخية لـجاجتون | البيانات المناخية لـجاجتون | البيانات المناخية لـجاجتون | البيانات المناخية لـجاجتون | البيانات المناخية لـجاجتون | البيانات المناخية لـجاجتون | البيانات المناخية لـجاجتون | البيانات المناخية لـجاجتون | البيانات المناخية لـجاجتون | البيانات المناخية لـجاجتون |
| الشهر                             | يناير                      | فبراير                     | مارس                       | أبريل                      | مايو                       | يونيو                      | يوليو                      | أغسطس                      | سبتمبر                     | أكتوبر                     | نوفمبر                     | ديسمبر                     | المعدل السنوي              |
| --------------------------------- | -------------------------- | -------------------------- | -------------------------- | -------------------------- | -------------------------- | -------------------------- | -------------------------- | -------------------------- | -------------------------- | -------------------------- | -------------------------- | -------------------------- | -------------------------- |
| الدرجة القصوى °م (°ف)             | 14.5 (58.1)                | 19.5 (67.1)                | 21.7 (71.1)                | 28.5 (83.3)                | 34.5 (94.1)                | 34.5 (94.1)                | 36.1 (97.0)                | 37.2 (99.0)                | 33.3 (91.9)                | 28.3 (82.9)                | 21.1 (70.0)                | 16.0 (60.8)                | 37.4 (99.3)                |
| متوسط درجة الحرارة الكبرى °م (°ف) | −4.1 (24.6)                | −1.9 (28.6)                | 2.6 (36.7)                 | 9.3 (48.7)                 | 16.6 (61.9)                | 21.9 (71.4)                | 24.8 (76.6)                | 24.4 (75.9)                | 19.7 (67.5)                | 13.0 (55.4)                | 6.0 (42.8)                 | −0.4 (31.3)                | 11.0 (51.8)                |
| المتوسط اليومي °م (°ف)            | −8.6 (16.5)                | −6.6 (20.1)                | −1.8 (28.8)                | 4.8 (40.6)                 | 11.3 (52.3)                | 16.4 (61.5)                | 19.5 (67.1)                | 19.2 (66.6)                | 14.7 (58.5)                | 8.6 (47.5)                 | 2.5 (36.5)                 | −4.4 (24.1)                | 6.3 (43.3)                 |
| متوسط درجة الحرارة الصغرى °م (°ف) | −13.0 (8.6)                | −11.3 (11.7)               | −6.1 (21.0)                | 0.2 (32.4)                 | 5.8 (42.4)                 | 10.8 (51.4)                | 14.2 (57.6)                | 13.9 (57.0)                | 9.7 (49.5)                 | 4.2 (39.6)                 | −1.0 (30.2)                | −8.2 (17.2)                | 1.6 (34.9)                 |
| أدنى درجة حرارة °م (°ف)           | −34.4 (−29.9)              | −37.8 (−36.0)              | −31.1 (−24.0)              | −15.0 (5.0)                | −5.0 (23.0)                | −0.6 (30.9)                | 4.4 (39.9)                 | 3.3 (37.9)                 | −3.9 (25.0)                | −8.9 (16.0)                | −20.6 (−5.1)               | −33.3 (−27.9)              | −37.8 (−36.0)              |
| الهطول مم (إنش)                   | 104.6 (4.12)               | 77.3 (3.04)                | 100.7 (3.96)               | 89.4 (3.52)                | 105.8 (4.17)               | 86.1 (3.39)                | 96.9 (3.81)                | 86.5 (3.41)                | 86.1 (3.39)                | 105.7 (4.16)               | 101.8 (4.01)               | 98.4 (3.87)                | 1٬139٫2 (44.85)            |
| متوسط تساقط الثلوج سم (إنش)       | 67.4 (26.5)                | 44.8 (17.6)                | 52.2 (20.6)                | 14.5 (5.7)                 | 0.4 (0.2)                  | 0.0 (0.0)                  | 0.0 (0.0)                  | 0.0 (0.0)                  | 0.0 (0.0)                  | 0.6 (0.2)                  | 13.5 (5.3)                 | 41.1 (16.2)                | 234.5 (92.3)               |
| متوسط أيام هطول الأمطار           | 13.8                       | 11.4                       | 14.6                       | 14.3                       | 15.0                       | 14.6                       | 14.1                       | 13.1                       | 13.3                       | 13.7                       | 15.3                       | 13.8                       | 167.6                      |
| المصدر: Environment Canada        |                            |                            |                            |                            |                            |                            |                            |                            |                            |                            |                            |                            |                            |

## أعلام
- ألفرد جونسون بروكس